# Partidul Islamic din Turkistan
Partidul Islamic din Turkistan este o organizație teroristă, islamică și separatistă activă în special în provincia chineză Xijiang, cunoscută acestora drept Turkistanul de Est, având ca scop eliberarea terenurilor populate de uigurii musulmani și înființarea unui emirat. PIT-ul organizează periodic atacuri în Xijiang, fiind într-un război de gherilă împotriva autorităților chineze. PIT de asemenea este activ și în cadrul Războiului Civil Sirian, în special în jurul orașului Idlib.